# Saint-Brieuc Agglomération Baie d’Armor
Koordinaten: 48° 31′ N, 2° 46′ W
Die Saint-Brieuc Agglomération Baie d’Armor (SBABA) ist ein ehemaliger französischer Gemeindeverband mit der Rechtsform einer Communauté d’agglomération im Département Côtes-d’Armor und der Region Bretagne. Er wurde am 29. Oktober 1999 gegründet und umfasste 14 Gemeinden.

## Historische Entwicklung
Mit Wirkung vom 1. Januar 2017 fusionierte der Gemeindeverband mit
- Communauté de communes Centre Armor Puissance 4,
- Communauté de communes Sud-Goëlo sowie
- Quintin Communauté,

und bildete so die Nachfolgeorganisation Saint-Brieuc Armor Agglomération.

## Ehemalige Mitgliedsgemeinden
| - Hillion - Langueux - La Méaugon - Plédran - Plérin | - Ploufragan - Pordic - Saint-Brieuc - Saint-Donan - Saint-Julien | - Trégueux - Tréméloir - Trémuson - Yffiniac |  |